# Exposición Internacional de Nápoles (1954)
La Exposición Especializada de Nápoles de 1954 fue regulada por la Oficina Internacional de Exposiciones y tuvo lugar del 15 de mayo al 15 de octubre de dicho año en la ciudad italiana de Nápoles. Esta exposición especializada tuvo como tema la navegación y tuvo lugar en los Campos Flégreos con una superficie de 1 millón de m². Hubo 24 pabellones con capacidad para 12.000 personas. La candidatura de la muestra se presentó el 5 de noviembre de 1953.